# Riebeek Kasteel

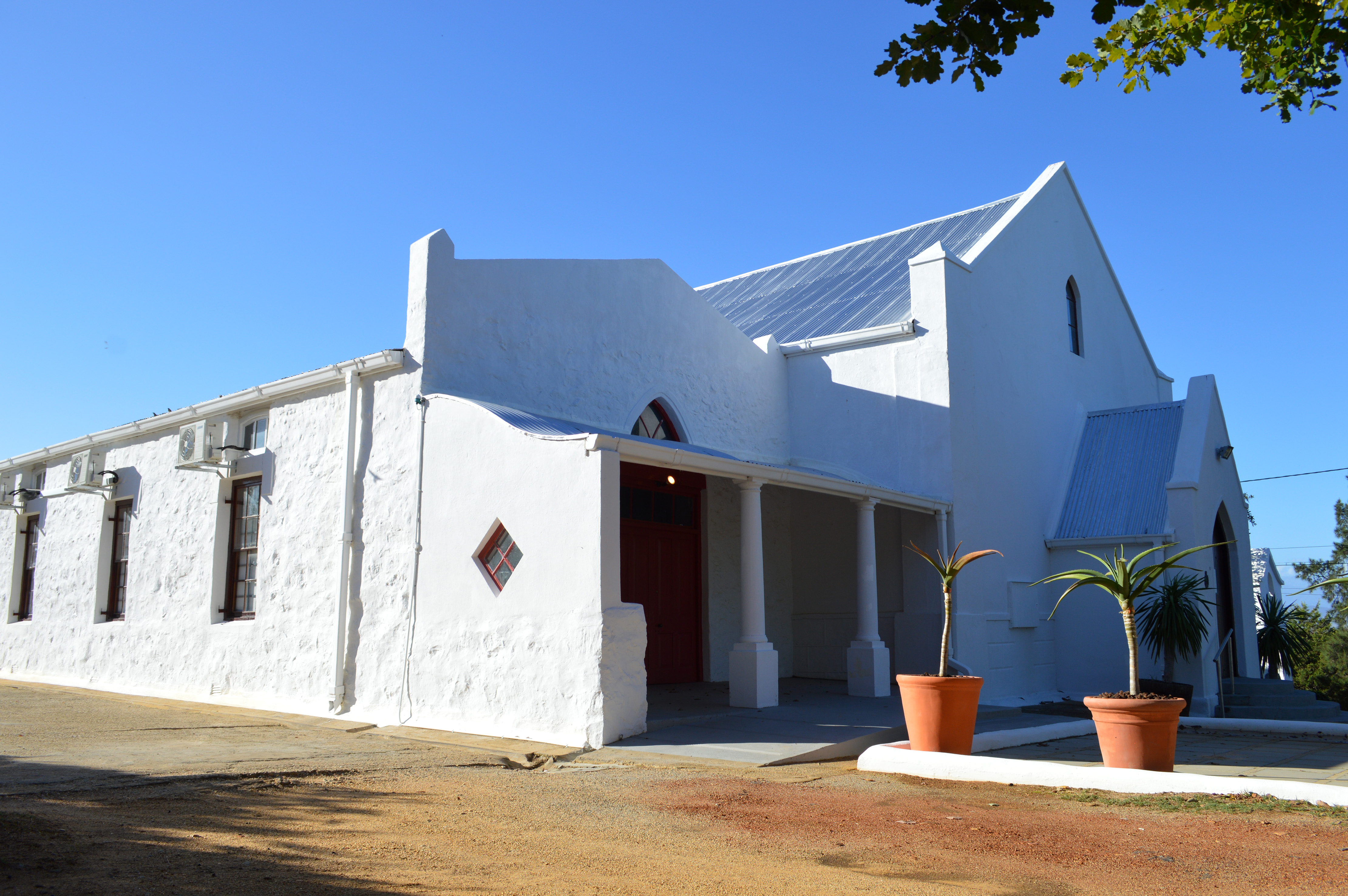
De Oude Kerk & Pastorie, heute das Museum des Ortes

Riebeek Kasteel ist eine Stadt in der Lokalgemeinde Swartland, im Distrikt West Coast der südafrikanischen Provinz Western Cape.
Der Stadtname bezieht sich auf Jan van Riebeeck, dem Gründer der Kapkolonie, in Verbindung mit der bei ihr liegenden Bergkette Kasteelberg.

## Geographie
Riebeek Kasteel befindet sich in der Talebene des Berg River nordöstlich von Malmesbury. Unmittelbare Nachbarorte (main places) sind Esterhof und Riebeek West. Unmittelbar vom westlichen Stadtrand zieht sich der Bergrücken des Kasteelberg nach Nordwesten hin. Die Bergkette setzt sich nach Süden als Porseleinberg fort. Die Siedlung erstreckt sich auf einer Ebene unweit des Berg River und des weiter östlich gelegenen Voëlvlei Dam, der für die Wasserversorgung in der Provinz Western Cape von Bedeutung ist.

## Geschichte
Die kleine Ortschaft wurde nach dem gleichnamigen Berg benannt, der im Verlaufe der Expedition des Pieter Cruythoff am 3. Februar 1661 durch den Teilnehmer Peter van Meerhoff zu Ehren des Gründers der Kapkolonie Jan van Riebeeck seinen geographischen Namen erhielt. Gemeint ist damit „Riebeeck’s Casteel“, ein kleines befestigtes Lager. In den 1860er Jahren erlangte die Siedlung den Gemeindestatus.
Nach dem Eintreffen der ersten europäischen Siedler war das Zusammenleben mit den indigenen Khoikhoi friedlich. Die VOC kaufte später die Agrarprodukte der Farmer nur zu unrealistisch niedrigen Preisen an, was diese bewegte, nach neuen Einkommensquellen zu suchen. Konflikte entstanden nun, als die Europäer in der Region begannen Wild zu jagen, was zu einer Konkurrenz mit den Khoikhoi führte. In der Folge wurden Farmen niedergebrannt und Jäger getötet. Weil die Spannungen zwischen den Gruppen bedrohlich anstiegen, sandte die VOC im Jahre 1673 eine militärische Truppe unter Führung des jungen Offiziers Hieronymus Croese in die Gegend. Zusammen mit bewaffneten Farmern wurden die Khoikhoi zurückgedrängt und größere Teile ihrer Viehherden nach gegenseitigem Gefecht übernommen. Das führte zu einer großen Hungersnot unter der indigenen Bevölkerung. Ein weiterer militärischer Vorstoß im Jahre 1674 machte im Bergland den Kraal der Khoikhoi ausfindig, wonach die Einwohner daraus flohen. Schließlich kam es 1677 mit Chief Gonnema zu einem Friedensvertrag. Die Probleme auf beiden Seiten setzten sich weiter fort. Der Gebietsverlust der Khoikhoi als Viehhalter entwickelte sich für sie zu einer großen Existenzkrise. Als Gonnema 1786 starb, verlor dessen Stamm weiter an Einfluss. Zudem trafen weitere nachteilige Ereignisse aufeinander. Durch eine Pockenepidemie, ausbleibende Niederschläge und Viehseuchen kam es zum wirtschaftlichen Zusammenbruch der indigenen Gemeinschaften. Gegen 1720 waren die einstigen Ureinwohner in dieser Region durch diese Entwicklung nahezu ausgestorben. Die europäischen Einwanderer übernahmen immer mehr Landflächen und gründeten Farmen. Einige historische Stätten aus dieser Zeit im Umfeld der Stadt, wie Allesverloren, Kloovenburg und Sonquasdrift, sind erhalten geblieben.
Der französische Astronom Nicolas-Louis de Lacaille hielt sich hier 1752 auf. Dabei unternahm er astronomische Beobachtungen und begann mit Triangulationsarbeiten in dieser Region zur Feststellung von Meridiandaten. Sein hiesiges Wirken zählt zu den ersten geodätischen Arbeiten in Südafrika. Im Jahre 1839 besuchte Thomas Maclear vom Royal Observatory in Kapstadt den Kasteelberg. Seine Vermessungsarbeiten führten zu verbesserten geodätischen Erkenntnissen.
Um 1920 erwarb die Dutch Reformed Church (DRC) ein Landstück, das Outkloof location genannt wird. Hier siedelten sich Coloured-Familien in selbst errichteten Häusern an. Es gab hier eine kleine Kirche und ein Schulgebäude. Als 1965 dieses Gebiet in das Eigentum des kommunalen Village Management Board überging, eröffnete sich die Möglichkeit, dieses Land zur Erweiterung des „weißen“ Siedlungsareals im Ort zu nutzen. Den bisherigen Bewohnern wurde verkündet, dass sie umziehen müssen. Man bot ihnen dazu ein vom Stadtzentrum weiter entfernteres Gebiet an und ließ dort neue Wohnhäuser sowie eine größere Schule errichten. Der Umzug der Coloured-Bevölkerung in das neue Township erfolgte nicht auf freiwilliger Basis. Die neue Heimstätte wurde Esterhof genannt, nach dem damaligen Schuldirektor Esterhuizen. Die neuen Wohngebäude waren jedoch von schlechterer Qualität als jene im Quartier Outkloof. Das verlorene Wohnviertel wurde jedoch zusammen mit der zugehörigen Kirche abgerissen. Die Verantwortlichen in der Kommunalverwaltung hatten den Coloureds versprochen, dass ihnen die Häuser nach 10 Jahren gehören sollten, sofern sie alle öffentlichen Abgaben entrichtet hätten. Es kam schließlich zur Enteignung von 57 Haushalten. Später erhoben 56 Familien Restitutionsansprüche, die als Aufwertung der bestehenden Verhältnisse in Esterhof umgesetzt werden sollten. Zudem erhielten diese Familien nach 1994 finanzielle Entschädigungen in einer Gesamthöhe von 980.000 Rand zur Begleichung von Forderungen der zuständigen Lokalgemeinde in Malmesbury.

## Bevölkerung
Auf einer Fläche von 6,39 km² lebten nach der in 2011 erfolgten Volkszählung 1144 Einwohner in 447 Haushalten. Die Einwohnerschaft setzte sich zu diesem Zeitpunkt im Wesentlichen aus 61 % Weißen, 32 % Coloured sowie 7 % Schwarzen zusammen. Im Zensus wurde von den Einwohnern zu 79 % Afrikaans und 18 % Englisch als erste Sprache angegeben.

## Wirtschaft
Die Landwirtschaft bildet den traditionellen und primären Erwerbszweig der Einwohner von Riebeek Kasteel. Deren Hauptbereiche sind dabei der Weinbau, Weizenanbau, Obstplantagen sowie der Oliven- und Tabakanbau. Ergänzend gibt es hier Angebote für Interessenten am sanften Tourismus, der hauptsächlich auf die umgebende Landschaft und die historischen Stätten der Besiedlung abzielt. Diesbezüglich haben sich vielfältige gewerbliche Aktivitäten in Form von Gästeunterkünften, Restaurants, Kunstgalerien und Einzelhandelsgeschäften entwickelt.

## Verkehr
Eine nach Norden bis Porterville führende Eisenbahnstrecke hat hier einen Haltepunkt und schafft eine Verbindung zur etwas weiter südlich vorbeiführenden Hauptstrecke der Metrorail Western Cape (Kapstadt–Wellington–Hermon–Tulbagh–Worcester). Die das Ortsgebiet querende Regionalstraße R46 verbindet Riebeek Kasteel mit Tulbagh im Osten und Malmesbury im Südwesten, wo sie über einen kurzen Abschnitt der R45 die Zu- und Abfahrt an der Nationalstraße N7 ermöglicht.

## Sehenswürdigkeiten
Im Ort befindet sich in einem historischen Kirchengebäude das Riebeek Valley Museum (afrikaans: Oude Kerk Museum, De Oude Kerk & Pastorie). Es bewahrt in seiner bemerkenswerten Sammlung Zeugnisse der Besiedlung durch die Voortrekker, beispielsweise nur noch selten erhaltene Wagen, Schulausstattungen und Alltagsgegenstände der ehemaligen Landwirtsfamilien. Weiterhin im Ort die Hauptstraße (Hoof Street) mit der Plastik Red Ox des Künstlers Christoffel Basson (1878–1946) am Platz Die Plein aus dem Jahre 1938.
Weitere Sehenswürdigkeiten in der Umgebung sind Felszeichnungen der San in den Taleinschnitten am Kasteelberg. Am Bothmanskloof Pass der Regionalstraße R46 steht das Pieter Cruythoff Memorial. Historische Zeugnisse europäischer Farmer sind die aus dem 18. Jahrhundert stammenden Weinberge am Kloovenberg sowie die Farm Allesverloren, entstanden zwischen 1696 und 1704 als frühe Außenposten der VOC im Swartland.
In den nahen Berglandschaften mit den Gipfeln des Kasteelberg (966 m) und Aasvoëlkop (698 m) liegt das Naturschutzgebiet Kasteelberg Nature Reserve. Zum Besuch dieser Landschaft wird ein Ticket der örtlichen Tourismusagentur benötigt.

## Söhne und Töchter
- Daniel François Malan (1874–1959), Premierminister der Südafrikanischen Union